# Пламен Янков
Пламен Янков е български футболист и треньор, неколкократен шампион на България и носител на купата с ЦСКА.

## Биография
Роден е на 23 май 1951 г. в гр. София. Като юноша играе в ЦСКА, където остава 7 сезона, от 1969 до 1976 г.  След това играе в „Сливен“ и “Димитровград”.
Като футболист на ЦСКА става 5 пъти шампион на България (през 1970/71, 1971/72, 1972/73, 1974/75, 1975/76) и три пъти носител на купата на Съветската армия (през 1971/72, 1972/73, 1973/74, 1969 и 1976 г.). Участва в отстраняването на „Аякс“ от турнира за тогавашната КЕШ през есента на 1973 г. Автор е на гола, с който ЦСКА отстранява в същия турнир „Панатинайкос“.
В А група има над 200 мача и 20 гола.
Като треньор работи в „Академик“ София, „Спортист“ Своге, „Витоша“ Бистрица и в детско-юношеската школа на ЦСКА.
Умира на 14 декември 2019 г.